# Institut universitaire de technologie d'Angoulême
 (juin 2016).
Si vous disposez d'ouvrages ou d'articles de référence ou si vous connaissez des sites web de qualité traitant du thème abordé ici, merci de compléter l'article en donnant les références utiles à sa vérifiabilité et en les liant à la section « Notes et références ».
L'institut universitaire de technologie d'Angoulême est un établissement français d'enseignement supérieur situé à Angoulême et appartenant à l'université de Poitiers.

## Organisation
L'IUT prépare notamment aux formations suivantes, :
- Département TC : techniques de commercialisation
- Département GEII : DUT génie électrique et informatique industrielle
- Département GMP : génie mécanique et productique
- Département MMI : métiers du multimédia et de l'internet
- Département QLiO : Qualité Logistique et Organisation

## Classement
En 2022 l'établissement a été classé 74ème du classement complet réalisé par Thotis